# Filmografia Arnolda Schwarzeneggera

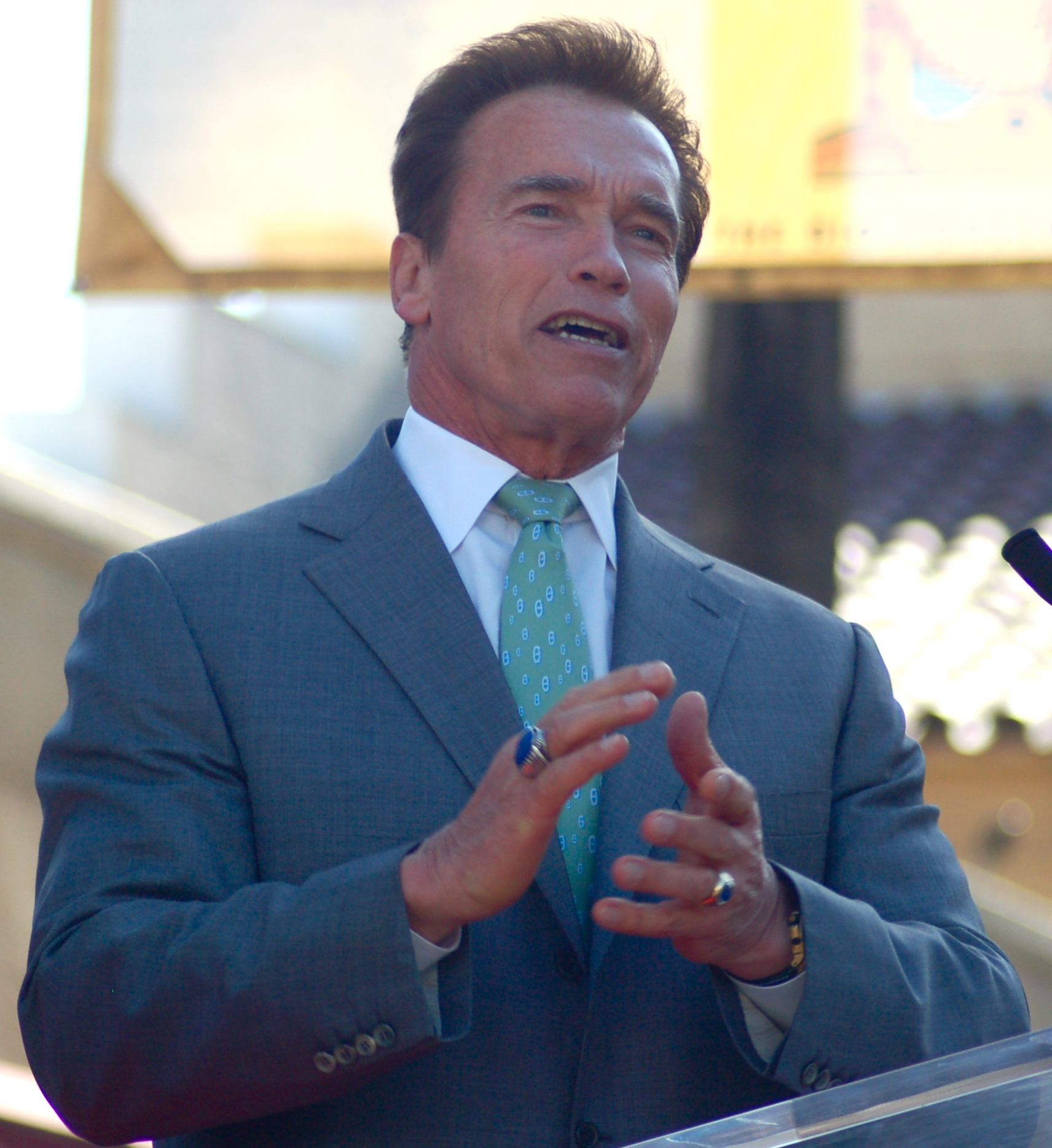
Arnold Schwarzenegger

Zestawienie filmografii Arnolda Schwarzeneggera zawiera listę filmów i seriali telewizyjnych, w których zagrał. Zanim Arnold Schwarzenegger został aktorem był kulturystą, a później także politykiem. Karierę zaczynał od niewielkich ról w filmach i telewizji. Na ekranie po raz pierwszy pojawił się w obrazie Herkules w Nowym Jorku z 1970 roku, gdzie w napisach końcowych został wymieniony jako „Arnold Strong”. Później pojawiał się już pod swoim nazwiskiem. Zagrał w ponad trzydziestu produkcjach, głównie filmach akcji, science fiction i komediach. Swoich sił próbował także jako reżyser i producent. Wystąpił ponadto w teledyskach AC/DC, Bon Jovi i Guns N’ Roses.
Wśród jego najważniejszych dokonań są role w serii filmów Conan oraz Terminator, które przyniosły mu dużą popularność i umocniły jego aktorską pozycję. Inne ważne filmy w jego karierze to m.in. Komando, Predator, Uciekinier, Pamięć absolutna, Bohater ostatniej akcji, czy Prawdziwe kłamstwa. Po tym jak został gubernatorem Kalifornii zawiesił swoją karierę aktorską pojawiając się w filmach jedynie gościnnie. 11 lutego 2011 roku ogłosił, że powraca do aktorstwa.
Za swoje dokonania otrzymał kilkanaście nagród i nominacji, w tym Złoty Glob dla najlepszego debiutanta za rolę w filmie Niedosyt z 1976 roku. Według serwisu Box Office Mojo produkcje z udziałem Schwarzeneggera zarobiły w Stanach Zjednoczonych ponad 1,7 miliarda dolarów, a na świecie 4 miliardy.

## Filmy
Lista opracowana w oparciu o serwisy IMDb i AllMovie,
| Rok  | Tytuł (w nawiasie podano tytuł oryginalny)                     | Rola                                                                                |
| ---- | -------------------------------------------------------------- | ----------------------------------------------------------------------------------- |
| 1969 | Herkules w Nowym Jorku (Hercules in New York)                  | Herkules                                                                            |
| 1973 | Długie pożegnanie (The Long Goodbye)                           | Bandzior w biurze Augustine’a                                                       |
| 1974 | Happy Anniversary and Goodbye                                  | Rico                                                                                |
| 1976 | Niedosyt (Stay Hungry)                                         | Joe Santo                                                                           |
| 1977 | Kulturyści (Pumping Iron)                                      | On sam                                                                              |
| 1979 | Kaktus Jack (The Villain)                                      | Nieznajomy Piękniś                                                                  |
| 1979 | Łowcy rupieci (Scavenger Hunt)                                 | Lars                                                                                |
| 1980 | Opowieść o Jayne Mansfield (The Jayne Mansfield Story)         | Mickey Hargitay                                                                     |
| 1982 | Conan Barbarzyńca (Conan the Barbarian)                        | Conan                                                                               |
| 1984 | Conan Niszczyciel (Conan the Destroyer)                        | Conan                                                                               |
| 1984 | Terminator (The Terminator)                                    | Terminator (Model T-800)                                                            |
| 1985 | Czerwona Sonja (Red Sonja)                                     | Kalidor                                                                             |
| 1985 | Komando (Commando)                                             | Pułkownik John Matrix                                                               |
| 1986 | Jak to się robi w Chicago (Raw Deal)                           | Mark Kaminsky / Joseph P. Brenner                                                   |
| 1987 | Predator (Predator)                                            | major Alan „Dutch” Schaeffer                                                        |
| 1987 | Uciekinier (The Running Man)                                   | Ben Richards                                                                        |
| 1988 | Czerwona gorączka (Red Heat)                                   | Ivan Danko                                                                          |
| 1988 | Bliźniacy (Twins)                                              | Julius Benedict                                                                     |
| 1990 | Pamięć absolutna (Total Recall)                                | Douglas Quaid / Hauser                                                              |
| 1990 | Gliniarz w przedszkolu (Kindergarten Cop)                      | detektyw John Kimble                                                                |
| 1991 | Terminator 2: Dzień sądu (Terminator 2: Judgment Day)          | Terminator (Model T-800)                                                            |
| 1992 | Święta w Connecticut (Christmas in Connecticut)                | Człowiek na krześle naprzeciw Media Truck (niewymieniony w czołówce ani w napisach) |
| 1993 | Bohater ostatniej akcji (Last Action Hero)                     | Jack Slater / on sam                                                                |
| 1994 | Prawdziwe kłamstwa (True Lies)                                 | Harry Tasker                                                                        |
| 1994 | Junior (Junior)                                                | doktor Alex Hesse                                                                   |
| 1996 | Egzekutor (Eraser)                                             | śledczy John „Egzekutor” Kruger                                                     |
| 1996 | Świąteczna gorączka (Jingle All the Way)                       | Howard Langston                                                                     |
| 1997 | Batman i Robin (Batman & Robin)                                | Mr. Freeze / doktor Victor Fries                                                    |
| 1999 | I stanie się koniec (End of Days)                              | Jericho Cane                                                                        |
| 2000 | 6-ty dzień (The 6th day)                                       | Adam Gibson                                                                         |
| 2002 | Na własną rękę (Collateral Damage)                             | Gordy Brewer                                                                        |
| 2003 | Terminator 3: Bunt maszyn (Terminator 3: Rise of the Machines) | Terminator (Model T-850)                                                            |
| 2003 | Witajcie w dżungli (The Rundown)                               | Klient w barze (niewymieniony w czołówce ani w napisach)                            |
| 2004 | W 80 dni dookoła świata (Around the World in 80 Days)          | książę Hapi                                                                         |
| 2010 | Niezniszczalni (The Expendables)                               | Trench Mauser                                                                       |
| 2012 | Niezniszczalni 2 (The Expendables 2)                           | Trench Mauser                                                                       |
| 2013 | Likwidator (The Last Stand)                                    | szeryf Ray Owens                                                                    |
| 2013 | Plan ucieczki (Escape Plan)                                    | Emil Rottmayer                                                                      |
| 2014 | Sabotaż (Sabotage)                                             | John Wharton                                                                        |
| 2014 | Niezniszczalni 3 (The Expendables 3)                           | Trench Mauser                                                                       |
| 2015 | Maggie (Maggie)                                                | Wade                                                                                |
| 2015 | Terminator: Genisys (Terminator Genisys)                       | Terminator model T-800                                                              |
| 2017 | Po katastrofie (Aftermath)                                     | Roman Melnyk                                                                        |
| 2017 | Dorwać Gunthera (Killing Gunther)                              | Gunther                                                                             |
| 2018 | The Game Changers (The Game Changers)                          | jako on sam                                                                         |
| 2019 | Tajemnica pieczęci smoka (Viy 2: Journey to China)             | James Hook                                                                          |
| 2019 | Terminator: Mroczne przeznaczenie (Terminator: Dark Fate)      | Terminator T-800                                                                    |

## Seriale
| Rok       | Tytuł (w nawiasie podano tytuł oryginalny)         | Rola                                        | Odcinek                                          |
| --------- | -------------------------------------------------- | ------------------------------------------- | ------------------------------------------------ |
| 1977      | Ulice San Francisco (The Streets of San Francisco) | Joe Schmidt                                 | Dead Lift                                        |
| 1977      | The San Pedro Beach Bums                           | mięśniak                                    | Lifting Is My Life                               |
| 1990      | Opowieści z krypty (Tales from the Crypt)          | X-Con                                       | The Switch                                       |
| 2002−2003 | Liberty’s Kids                                     | Baron von Steuben                           | Valley Forge (2002), James Armistead (2003)      |
| 2014−2016 | Ryzyko dla świata (Years of Living Dangerously)    | jako on sam                                 | End of the Woods (2014), Fueling the Fire (2016) |
| 2015      | Dwóch i pół (Two and a half)                       | Porucznik Wagner                            | Of Course He's Dead                              |
| 2021      | Superhero Kindergarten                             | Arnold Armstrong / Kapitan Fantastic (głos) | wszystkie odcinki                                |
| 2022      | Mały demon (Little Demon)                          | Gospodarz teleturnieju (głos)               | Everybody's Dying for the Weekend                |
| 2023      | Arnold                                             | jako on sam                                 | wszystkie odcinki                                |
| 2023      | Fubar                                              | Luke Brunner                                | wszystkie odcinki                                |
| 2024      | Ukryty poziom (Secret Level)                       | Król Aelstrom                               | New World: The Once And Future King              |